# Estación Astronómica Catalina
La Estación Astronómica Catalina (nombre original en inglés: Catalina Station (CS), o también Steward Observatory Catalina Station), es una instalación localizada sobre el Monte Bigelow, en las Montañas de Santa Catalina, aproximadamente 29 kilómetros al nordeste de Tucson, Arizona. El emplazamiento, situado en pleno Bosque nacional de Coronado es utilizado con un permiso especial del Servicio Forestal de los Estados Unidos por la Estación, que es gestionada por el Observatorio Steward de la Universidad de Arizona.

## Historia
El emplazamiento de la Estación Catalina fue seleccionado en 1960 por Gerard Kuiper, miembro del Laboratorio Lunar y Planetario (LPL) de la Universidad de Arizona. Pensó que una ubicación ligeramente más alta que la de un lugar alternativo junto al Observatorio Nacional de Kitt Peak, sería más adecuada para los propósitos del LPL, y el monte Bigelow era la opción disponible más elevada y más fácilmente accesible desde la Universidad de Arizona (por la autopista de Catalina).
La construcción comenzó a finales de 1962, y el primer telescopio, un reflector de 21 pulgadas, empezó a operar a comienzos de 1963.  En esta época la estación era conocida como Observatorio Catalina.  El primer telescopio se montó en el lugar denominado CS Site I, y poco después, también en 1963, se dispuso un segundo telescopio de 28 pulgadas en el punto denominado CS Site II, unos 500 m al sureste del anterior.
En 1965 se instaló un telescopio de 61 pulgadas en el CS Site I, seguido por dos telescopios similares de 60 pulgadas en el CS Site II poco después. En 1969 se montó un reflector de 40 pulgadas cerca del CS Site II, adyacente a un transmisor de la FAA (Administración Federal Aeronáutica). Como condición para poder utilizar el emplazamiento del Observatorio del Monte Lemmon (MLO), el USFS (Servicio Forestal de los Estados Unidos), solicitó al LPL que abandonase el CS Site II, operación completada en 1972. El telescopio de 40 pulgadas permaneció hasta 1975, cuando también fue trasladado al Observatorio del Monte Lemmon.
En 1972, un telescopio de 28 pulgadas dotado de una cámara Schmidt reemplazó al reflector de 21 pulgadas. El Telescopio de 61 pulgadas de Kuiper y la cámara Schmidt continúan siendo utilizados actualmente, aunque han sido modernizados varias veces. En 1978, el emplazamiento fue transferido por el Laboratorio Lunar y Planetario al Observatorio Steward de la Universidad de Arizona.  En 1989 se empezó a citar como Catalina Site (en inglés), y es actualmente conocido como "Catalina Station",Estación Catalina en español.

## Telescopios
- El Telescopio Kuiper de 1,54 m de diámetro (61 pulgadas), anteriormte conocido como Telescopio NASA, fue construido en 1965.[1]  Es del tipo Cassegrain, con dos espejos secundarios diferentes disponibles.[8]  Es uno de los telescopios utilizados por los  estudiantes en el Campamento de Astronomía.[9]
- La cámara Schmidt de 0,68 metros (27 pulgadas) // 0,76 m (30 pulgadas) fue instalado en 1972,[1] siendo el primero en ser utilizado en el programa Catalina Sky Survey en 1998. Fue completamente revisado en 2003, modificando significativamente sus especificaciones ópticas originales.[10]

### Telescopios anteriores
- Un telescopio reflector de 0,54 metros (21") se instaló en 1963, siendo reemplazado en 1972 por la cámara Schmidt.[1]
- Un telescopio reflector de 0,70 metros (28")  se instaló en 1963. Fue trasladado al Observatorio  del Monte Lemmon en 1972.[1]
- Un telescopio reflector de 1,52 metros (60"), a veces también referido como Telescopio NASA, fue construido a finales de la década de 1960.  También fue trasladado al Observatorio del Monte Lemmon en 1972, y ahora es conocido como el Telescopio del Observatorio Steward.[1]
- Un telescopio reflector de 1,52 metros (60"), construido a finales de la década de 1960 con espejo de aluminio, se trasladó al Observatorio Astronómico Nacional de México en la Sierra de San Pedro Mártir en 1970.[1][2]
- Un telescopio reflector de 1,02 metros (40") fue construido en 1969, siendo reubicado en el Observatorio  del Monte Lemmon en 1975.[1][4]